# Basílica de Notre-Dame (Niza)

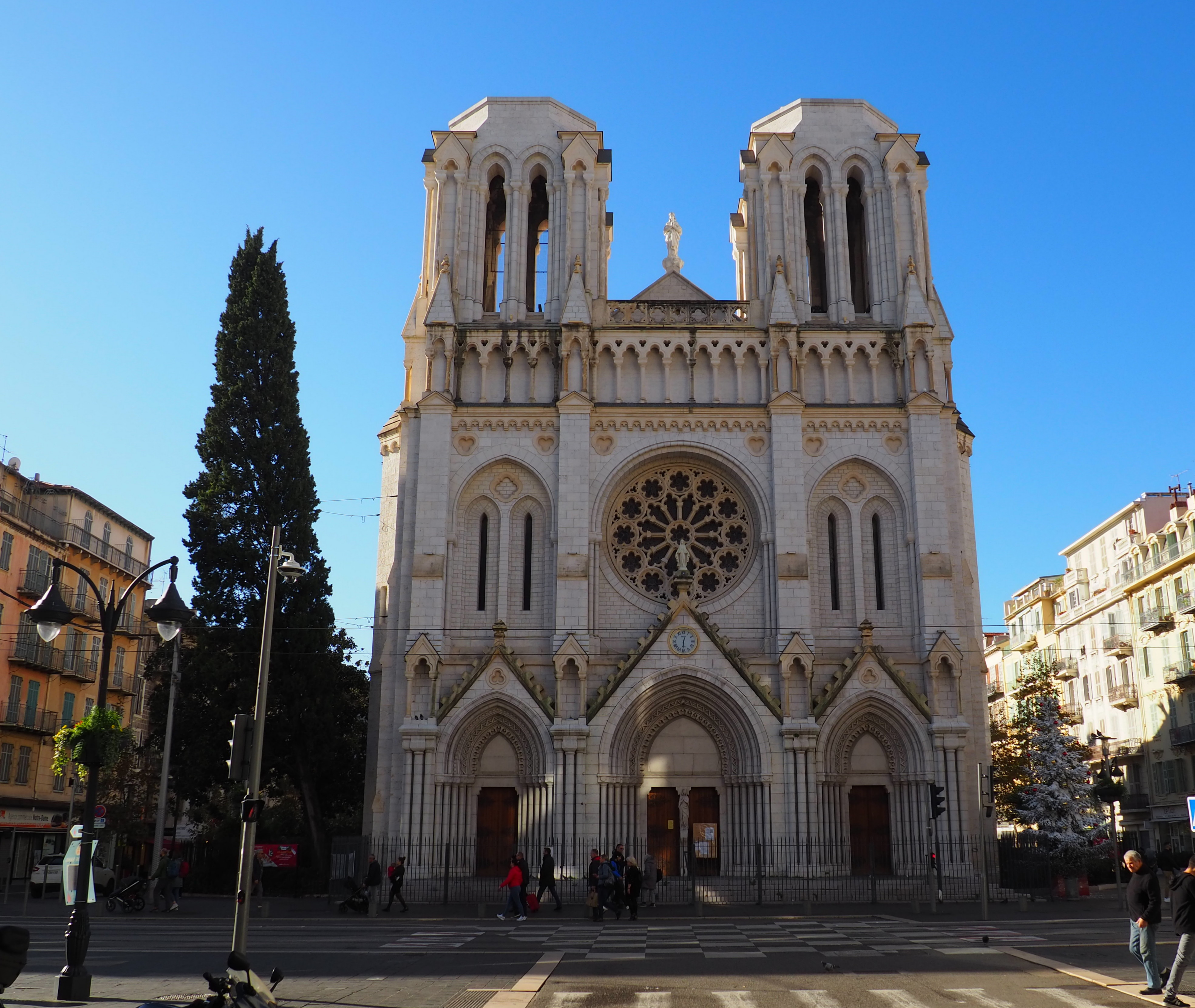
La fachada oriental de la basílica.

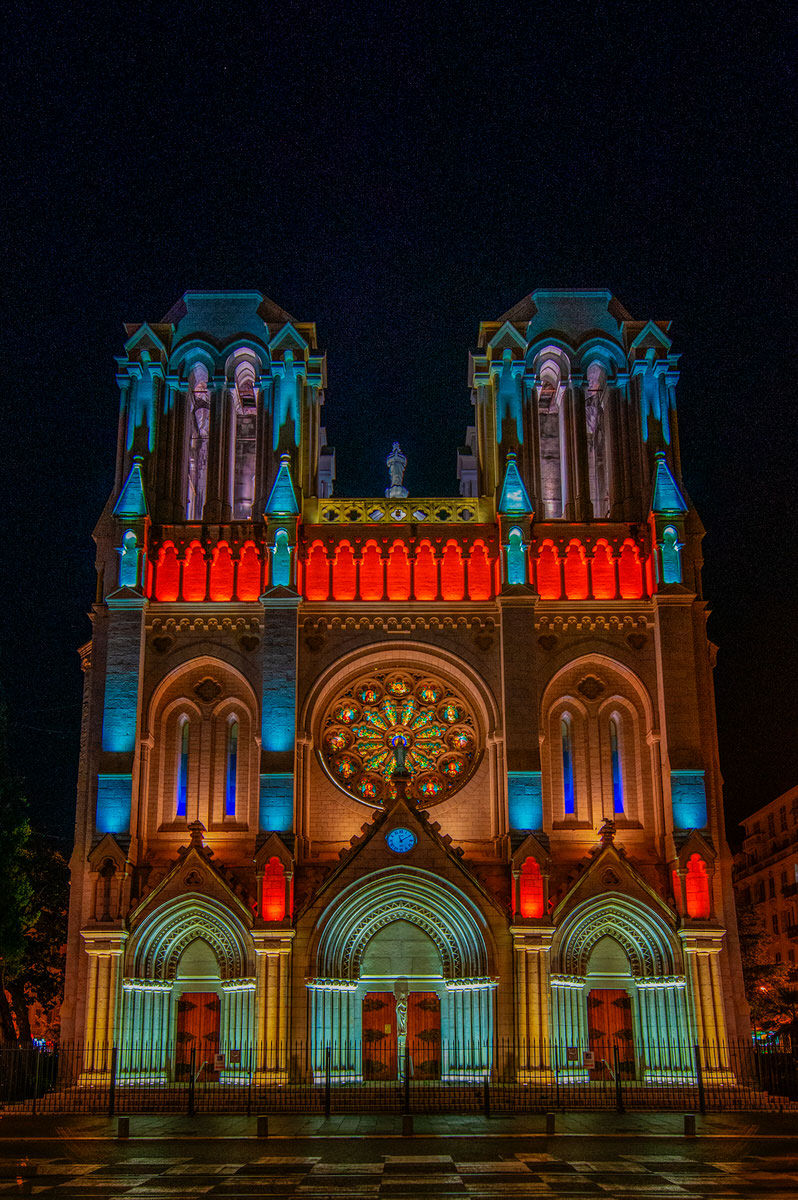
La basílica por la noche.

La basílica de Notre-Dame de Niza (en francés: basilique Notre-Dame-de-l'Assomption de Nice) es una basílica católica de estilo neogótico situada en la Avenue Jean Médecin en el centro de Niza (Francia).
La basílica, construida entre 1864 y 1879, fue diseñada por Louis Lenormand y es la iglesia más grande de Niza, aunque no es la catedral de la ciudad.
Inspirada en las catedrales de París y de Angers, su construcción fue motivada por el deseo de añadir arquitectura francesa a la ciudad tras la adquisición del condado de Niza al Reino de Cerdeña por parte de Francia; en esa época, los edificios góticos eran considerados típicamente franceses. Sus elementos más prominentes son las dos torres de planta cuadrada de 65 metros de altura que dominan la fachada oriental, junto con un gran rosetón que muestra escenas del misterio de la Asunción de María.
Fue consagrada el 12 de marzo de 1925 y elevada al rango de basílica menor por el papa Pablo VI el 16 de abril de 1978.
El 29 de octubre de 2020, tres personas fueron asesinadas en la iglesia en un acto de terrorismo islámico. El sospechoso fue identificado como un inmigrante ilegal tunecino de veintiún años de edad, que gritó Al·lahu-àkbar mientras sostenía un Corán. El 1 de noviembre siguiente, se celebró en la basílica un rito penitencial de reparación antes de la misa de la Día de Todos los Santos, presidida por el obispo de Niza, André Marceau.